# 수리남체리
수리남체리(Eugenia uniflora, pitanga, surinam cherry, Brazilian cherry, Cayenne cherry, cerisier carré, monkimonki kersie, ñangapirí)는 수리남, 프랑스령 기아나에서부터 브라질, 우루과이, 파라과이의 일부, 아르헨티나에 이르는 남아프리카의 열대 동부 해안에서 자생하는 도금양과에 속하는 속씨식물이다. 울타리나 가림막으로서 정원에서 종종 사용된다. 나무는 장식용으로 버뮤다에 도입되었으나 지금은 통제가 되지 않아 침입종으로 분류된다. 이 나무는 플로리다주에도 도입되었다.

## 갤러리

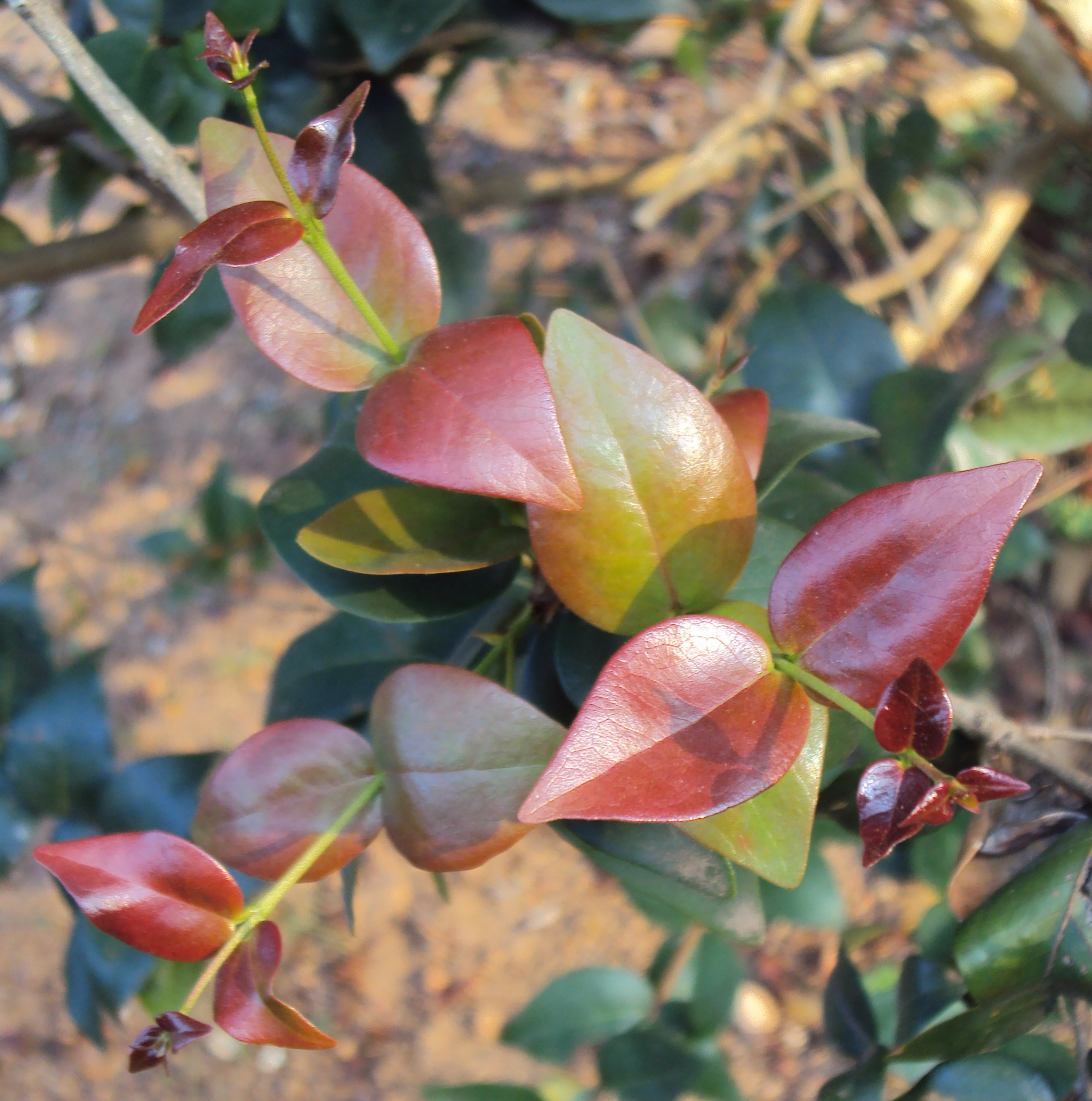
Eugenia uniflora -young leaves
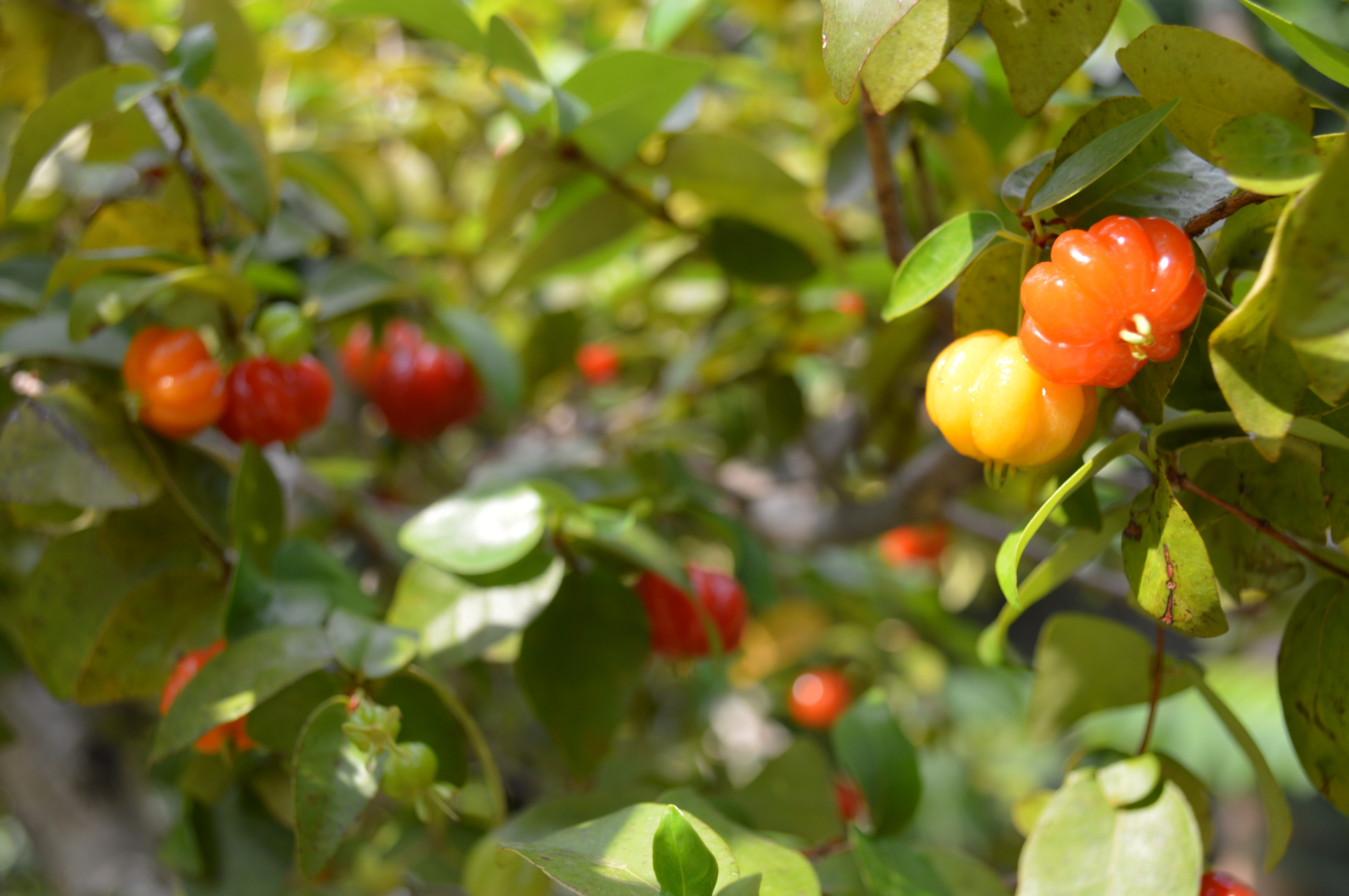
With fruits on tree